# El Pedregal, Texhuacán
El Pedregal är en ort i Mexiko.   Den ligger i kommunen Texhuacán och delstaten Veracruz, i den sydöstra delen av landet, 240 km öster om huvudstaden Mexico City. El Pedregal ligger 1 960 meter över havet och antalet invånare är 381.
Terrängen runt El Pedregal är kuperad åt sydväst, men åt nordost är den bergig. Runt El Pedregal är det ganska tätbefolkat, med 199 invånare per kvadratkilometer. Närmaste större samhälle är Zongolica, 7,4 km nordost om El Pedregal. I omgivningarna runt El Pedregal växer huvudsakligen savannskog.